# 중국 에스페란토 협회
중국에스페란토협회(중화전국세계어협회, 중국어 간체자: 中华全国世界语协会, 정체자: 中華全國世界語協會, 병음: Zhōnghuá Quánguó Shìjièyǔ Xiéhuì, 에스페란토: Ĉina Esperanto-Ligo)는 중화인민공화국의 에스페란토 협회이다.

## 같이 보기
- 대만에스페란토협회